# Канчак
 Канчак — горный хребет на Южном Урале. Находится на территории Ишимбайского и Мелеузовского района Башкортостана.
Хребет Канчак (Кансак) Башкирского (Южного) Урала протянулся по меридиану с между рек Урюк и Нугуш в Ишимбайском и Мелеузовском районах РБ. Орографическим продолжением на южное его части является хребет Кибиз.
Длина — 20 км, ширина — 8 км. Максимальная высота — 726 м (г. Аккыр). Реки Камбряк и Тылгыскан разделяют хребет на 3 части.
Хребет сложен из известняков и доломитов девонского периода.
Дает начало рекам Тылгыскан (баш. Тылғыҫҡан), Земзя, Икваш (баш. Икебаш), Кашель (баш. Кәшәлә, приток реки Нугуш)
Ландшафты — широколиственные леса с редколесьями на горных лесных почвах.